# Інтерв'ю (фільм, 1987)
«Інтерв'ю» (італ. Intervista) — передостанній фільм Федеріко Фелліні знятий 1987 року. Фільм був представлений на 40-му Каннському кінофестивалі де отримав премію.

## Структура фільму
Фільм є спробою поєднання документального та художнього фільму. Традиційно фільм ділять на 4 частини
1. Повідомлення в теленовинах: японські журналісти прибули взяти інтерв'ю у Феліні і його команда готуються до зйомок фільму: шукають місце, акторів, оглядають фотографії і зйомки тести екрану. Фелліні, Аніта Екберґ і Марчелло Мастроянні з'являються з'являються у ролі самих себе.
2. Автобіографічні моменти. Пригадування Фелліні про те як він вперше прибув до Cinecittà у 1938 році беручи інтерв'ю у кінодіви як журналіст.
3. Зйомки неіснуючого фільму у Cinecittà. Екранізація роману Ф. Кафки «Америка».
4. Власне сам фільм. Інтерв'ю містить у собі 3 фільми, які розкривають Маестро.

## Нагороди
- Нагорода 15 міжнародного московського кінофестивалю[2]
- Нагорода ювілейного 40 Каннського кінофестивалю[3]